# Parafia św. Mikołaja w Gniewie
Parafia św. Mikołaja w Gniewie – rzymskokatolicka parafia należąca do diecezji pelplińskiej.
Do parafii należą wierni z miejscowości: Brody Pomorskie, Brodzkie Młyny, Ciepłe, Cierzpice, Polskie Gronowo. Tereny te znajdują się w gminie Gniew, w powiecie tczewskim, w województwie pomorskim.